# Mosche Margolies
Mosche Margolies auch Moshe ben Shimon Margalit (hebräisch משה מרגלית); (* um 1700 in Kėdainiai; † 9. Januar 1781 in Brody) war ein litauischer Rabbiner des 18. Jahrhunderts. Von ihm stammt ein vollständiger Kommentar zum palästinischen Talmud (ungekürzt in der Ausgabe pal. Talm. Shitomir): Pnei Moshe, Nachträge: Mar'e ha-Panim (Mir'ah Panin).

## Werke
Margolies ist vor allem als Autor eines Doppelkommentars zum Jerusalemer  (palästinischen) Talmud bekannt, der in den Standardausgaben des Textes in Vilnius und Szatmár abgedruckt ist. Seine allgemeinen Glossen, die er Pnei Moshe nannte, sollten den oft abgehackten Text des Jerusalemer Talmuds leichter lesbar machen. Sein zweiter Kommentar, den er Mar'e ha-Panim nannte, soll komplexere Rechtsfragen aufgreifen und befasst sich häufig auch mit dem babylonischen Talmud und dem Korpus des nachtalmudischen Rechts und Kommentars. Dieses Format mit zwei Kommentaren, einem einfachen und einem komplexen, sollte die Kommentare von Raschi und Tosafot zum babylonischen Talmud nachahmen. Dieser Stil wurde unter den Kommentatoren des Jerusalemer Talmuds populär und wird u. a. von Margolies' Zeitgenossen, Rabbi David Fränkel, sowie von Rabbi Yakoov Dovid Wilovsky verwendet.